# Karol Kocúrek
Karol Kocúrek (* 19. prosince 1947 Stropkov), zejména v zahraničních zdrojích uváděn chybně jako Karel Kočárek, je bývalý slovenský fotbalový útočník. Žije v Prešově.

## Hráčská kariéra
Stropkovský rodák a odchovanec se na začátku 60. let s rodinou přestěhoval do Prešova. Studoval na SPŠ Prešov a začal hrát za místní Tatran.
Ve středu 1. června 1966 odehrál na Julisce odvetný zápas finále Československého poháru proti domácí Dukle Praha (prohra 0:4). Za druholigový Tatran Prešov odehrál odvetné utkání proti Bayernu Mnichov v Poháru vítězů pohárů v sezoně 1966/67 (prohra 2:3, hráno ve středu 5. října 1966 v Mnichově), kde byl vyhlášen jedním z nejlepších hráčů zápasu.
Ve starším dorostu ho trénoval Ján Karel. V československé lize nestartoval.